# Gonostomula anocelis
Gonostomula anocelis is een platworm (Platyhelminthes). De worm is tweeslachtig. De soort leeft in het zoute water.
Het geslacht Gonostomula, waarin de platworm wordt geplaatst, wordt tot de familie Pseudostomidae gerekend. De wetenschappelijke naam van de soort werd voor het eerst geldig gepubliceerd in 1955 door Westblad.